# Macrozamia miquelii
Macrozamia miquelii — вид голонасінних рослин класу саговникоподібні (Cycadopsida).
Етимологія: вшанування голландського лікаря й ботаніка Мігеля (F.A.W. Miquel), директора Роттердамського Ботанічного саду (1835-46), Амстердамського Ботанічного саду (1846-1859) і Утрехтського ботанічного саду (1859-1871). Мігель був видатний діячем досліджень саговникоподібних 19-го століття.

## Опис
Рослини без наземного стовбура, стовбур 20–40 см діаметром. Листя 30–80 в короні, темно-зелені, глянсові, завдовжки 80–180 см, з 80–160 листових фрагментів; хребет не спірально закручений, прямий; черешок 20–40 см в довжину (5–10 см хребта безкоштовно), прямий. Листові фрагменти прості; середні — завдовжки 220—380 мм, 7–11 мм завширшки. Пилкові шишки веретеновиді, 13–20 см завдовжки, 4,5–5 см діаметром. Насіннєві шишки вузько яйцюваті, завдовжки 22–30 см, 8–10 см діаметром. Насіння довгасті, 25–35 мм, 20–25 мм завширшки; саркотеста помаранчева, або червона.

## Поширення, екологія
Країни поширення: Австралія (Квінсленд). Записаний від рівня моря до 500 м. М. miquelii росте на хребтах і схилах у відкритому лісі, по околицях потоків і на периферії дощового лісу.

## Загрози та охорона
Загрози цьому виду невідомі. Субпопуляції цього виду зустрічаються в англ. Byfield National Park. 